# Blanche de Bouville
 (mai 2021).
Si vous disposez d'ouvrages ou d'articles de référence ou si vous connaissez des sites web de qualité traitant du thème abordé ici, merci de compléter l'article en donnant les références utiles à sa vérifiabilité et en les liant à la section « Notes et références ».
Pour les articles homonymes, voir Bouville.
Blanche de Bouville (née vers 1300, morte en 1329) fut la première femme d'Olivier IV de Clisson.
Elle est la fille de Jean IV de Bouville, seigneur de Milly et de Marguerite de Bomez ou Bommiers, Dame de Bommiers (Berry), (Châteaumeillant) et Montfaucon (Berry).
Elle est également la nièce de son oncle paternel, Hugues III de Bouville, seigneur de Bouville.
Elle eut une sœur cadette, Jeanne-Marie de Bouville, née en 1305, mariée à Galeran de Meulan, seigneur de La Queue-en-Brie.
En 1308, elle devient Dame de Milly à la mort de son père.
En 1320, Blanche de Bouville épousa Olivier IV de Clisson au château de Clisson, en présence du roi Philippe V de France (fils de Philippe le Bel et de Jeanne de Navarre).
De son mariage avec Olivier de Clisson, elle aura un fils, Jean de Clisson, seigneur de Milly, né vers 1321 et mort sans alliance ni postérité. La succession de Clisson se fera par le second mariage d'Olivier IV avec Jeanne de Belleville, dont le fils, le connétable Olivier V de Clisson, acquerra Montfaucon en Anjou (d'où la confusion fréquente faite avec Montfaucon en Berry, fief des Bommiers/Bome(t)z).
Elle meurt en 1329 et est inhumée au couvent des Cordeliers de Nantes. De son tombeau disparu, il existe un dessin réalisé pour le collectionneur Roger de Gaignières au XVIIe siècle.